# María Rosa de Madariaga
María Rosa de Madariaga Álvarez-Prida (Madrid, 1937 - ibidem, 2022) était une historienne et traductrice espagnole. Comme historienne, elle avait pour domaine de spécialité la période du Protectorat espagnol au Maroc et les relations entre l'Espagne et le Maroc.

## Biographie
Née à Madrid en 1937, María Rosa de Madariaga effectua de 1947 à 1955 au lycée français de Madrid ses études secondaires, sanctionnées par un baccalauréat littéraire. En 1960, elle obtint un diplôme en philosophie et lettres (section philologie romane) à l’université de Madrid, avant de préparer un doctorat à l’université Complutense de Madrid. En 1965, elle cofonda, aux côtés d’un groupe de jeunes universitaires, la maison d’édition Editorial Ciencia Nueva, où elle restera active jusqu’en 1966. Elle suivit ensuite une formation à Bruges, puis dispensa des cours à l’université de Londres.
En 1966, elle sollicita une bourse auprès du gouvernement français pour pouvoir suivre des études en vue d’un doctorat à la Sorbonne, sous la direction de l’historien Pierre Vilar. Elle obtint en 1973 le diplôme d’arabe littéral et en 1980 le diplôme supérieur de langue et civilisation arabes à l’Institut national des langues et civilisations orientales de l’université Paris III.
De 1976 à 1983, elle travailla comme traductrice dans différentes organisations des Nations unies, avant d’être engagée en 1983 comme fonctionnaire internationale au Département de la traduction de l’UNESCO. En 1992, elle fut mutée à la Section culturelle de l’UNESCO, où elle était chargée de coordonner diverses activités.
En 1988, elle soutint, sous la direction de Pierre Vilar, sa thèse de doctorat à l’université Paris I Panthéon-Sorbonne, laquelle thèse portait sur l’histoire des relations hispano-marocaines et sur la guerre du Rif, et allait faire d’elle l’une des personnes de référence dans un domaine jusqu’alors peu abordé : la guerre du Rif et la région du Rif (partie nord-est du Maroc) sous le Protectorat espagnol (1912-1956), domaine de spécialité qu’elle allait ensuite élargir à l’histoire de la guerre civile marocaine,,. Elle collabora à plusieurs revues de vulgarisation historique, telles que Historia 16 et La Aventura de la Historia.
Nièce du diplomate et écrivain Salvador de Madariaga,, elle meurt à Madrid le 29 juin 2022, à l’âge de 85 ans,,.

## Œuvre

### Ouvrages d’histoire
- (es) España y el Rif. Crónica de una historia casi olvidada, Melilla, UNED-Centro Asociado de Melilla, 1999, 591 p. (ISBN 978-8495110145)[12],[13],[14].
- (es) Los moros que trajo Franco. La intervención de tropas coloniales en la guerra, Madrid, Alianza Editorial, coll. « Ensayo », 2002, 416 p. (ISBN 978-8491040583).
- (es) En el barranco del lobo: Las guerras de Marruecos, Madrid, Alianza Editorial, 2005, 424 p. (ISBN 978-8420642543)[15].
- (es) Abd el-Krim El Jatabi. La lucha por la independencia, Madrid, Alianza Editorial, coll. « Ensayo », 2009, 608 p. (ISBN 978-84-206-8439-0)[16],[17],[18].
- (es) Marruecos, ese gran desconocido. Breve historia del Protectorado español, Madrid, Alianza Editorial, 2013, 632 p. (ISBN 978-8491815020)[15],[19].
- (es) Historia de Marruecos, Madrid, Los libros de la catarata, 2017, 320 p. (ISBN 978-8490972908).
- (es) Fondos documentales en archivos españoles sobre la organización de la justicia en el protectorado español en Marruecos (1912-1956): guía de situación y contenido, Madrid, Consejo General del Poder Judicial / Casa Árabe, 2007.

### Chapitres d’ouvrage collectif
- (es) La conferencia internacional de Algeciras de 1906: cien años después.  (ouvrage collectif, actes du congrès international, sous la direction de P. Pintor Alonso et R. O’Neill Pecino), Algeciras, Fundación Municipal de Cultura José Luis Cano / Ayuntamiento de Algeciras, 2008, 700 p., « La conferencia de Algeciras de 1906: una tregua en el reparto de Marruecos ».
- (es) Agadir en torno a 1911: aproximaciones historiográficas hispano-marroquíes al Agadir de finales del siglo XIX y principios del XX (ouvrage collectif, sous la direction de Youssef Akmir), Agadir, Université d’Agadir / Faculté des lettres et sciences humaines, 2014, 204 p. (ISBN 978-9954343067), « La crisis de Agadir de 1911 a través de los informes de los embajadores de España en Berlín, Paris y Londres », p. 77-94.
- (es) Orientalismo, exotismo y traducción (ouvrage collectif, sous la direction de Gonzalo Fernández Parrilla & Manuel C. Feria García), Cuenca, Ediciones de la Universidad de Castilla-La Mancha, 2000, 248 p. (ISBN 84-8427-024-6, lire en ligne), « En torno a al-Andalus: extrapolaciones históricas y utilizaciones abusivas », p. 81-92.
- (es) Marroquíes en la guerra civil española (ouvrage collectif, sous la direction de José Antonio González Alcantud), Grenade, Anthropos / Diputación provincial de Granada, 2003, 230 p. (ISBN 84-7658-665-5), « La guerra colonial llevada a España: las tropas marroquíes en el ejército franquista », p. 58-94.
- (es) Semana trágica: entre las barricadas de Barcelona y el Barranco del Lobo (ouvrage collectif, sous la direction d’Eloy Martín Corrales), Barcelone, Bellaterra, coll. « Alborán », 2011, 384 p. (ISBN 978-8472905283), « La guerra de Melilla o del Barranco del Lobo, 1909 »[20].
- (es) Antropología y antropólogos en Marruecos. Homenaje a David M. Hart (ouvrage collectif, sous la direction d’Ángeles Ramírez & Bernabé López García), Barcelone, Bellaterra, coll. « Alborán », 2002, 503 p. (ISBN 84-7290-179-3), « La imagen de Abd-el-Krim El Jattabi en la literatura de la época », p. 203-220.
- (es) De Maŷrit a Madrid: Madrid y los árabes, del siglo IX al siglo XXI (ouvrage collectif, sous la direction de Daniel Gil-Benumeya), Madrid & Barcelone, Casa Árabe / Lunwerg, 2011, 243 p. (ISBN 978-84-9785-707-9), « Marroquíes en Madrid durante la época del protectorado: estudiantes y otros éléments más variopintos », p. 146-153.
- (es) Españoles en el Norte de África: demografía y protectorado (ouvrage collectif), Cordoue & Madrid, Casa Árabe / revue Awraq, 2012, 190 p. (lire en ligne), « La II República en el Protectorado: reformas y contrarreformas administrativas y burocráticas », p. 97-115.

### Préfaces
- (es) Luis de Oteyza, Abd-el-Krim y los prisioneros: una información periodística en el campo enemigo, Melilla, Consejería de Cultura, 2000, 120 p. (ISBN 978-8494788048), « Préface ».
- Natalia Ribas-Mateos, Tanger, Maroc: la sociologie d’une ville-frontière (A sociological study of Tangiers, Morocco), Londres & New York, Edwin Mellen Press, 2014, 306 p. (ISBN 978-0-7734-4256-6), « Préface ».

### Articles de revue
- « Abdelkrim el Khattabi n’a jamais été sécessioniste », Zamane, le Maroc d’hier et d’aujourd’hui, Casablanca, Two Medias Maroc, no 21,‎ 2012.
- « À qui appartient l’îlot Leila ? », Zamane, le Maroc d’hier et d’aujourd’hui, Casablanca, Two Medias Maroc, no 3,‎ 2011.

### Traductions (de l’arabe en espagnol)
- Ammán en septiembre y otros poemas, de Taoufik Ziyad, Ediciones Hiperión, S. L. (1979)[21].
- Historia de nuestro barrio, de Naguib Mahfouz (Madrid, Libertarias, 1988).
- Cuentos para contar, Naguib Mahfouz (Madrid, Libertarias, 1989).
- Una trilogía palestina, de Ghassan Kanafani (préface, introduction, traduction et annotation par María Rosa de Madariaga, éd. Hoja de Lata (2015)[21].

### Documentaires
María Rosa de Madariaga a apporté son concours aux documentaires suivants :
- Los perdedores (littér. Les Perdants, 2006), où elle s’entretient avec des anciens combattants rifains[22].
- El laberinto marroquí, où elle indique les zones attaquées avec des gaz de combat (2007)[23].
- Arrhash (« Poison », 2009), où elle relate comment l’armée espagnole bombarda la population civile du Rif avec du gaz moutarde entre 1923 et 1927[24].
- Abdelkrim et la guerre du Rif (2010, avec la participation de Muhammad ibn Abd el-Krim, María Rosa de Madariaga, René Gallissot, Daniel Rivet et Dirk Sasse)[25].